# Mikronutrient
Mikronutrienter är näringsämnen som människor och andra organismer genom hela livet behöver små mängder av för att kunna upprätthålla en mängd fysiologiska funktioner.
Anledningen till att dessa ämnen kallas för mikronutrienter är att de endast behövs i väldigt små mängder. Världshälsoorganisationen (WHO) kallar mikronutrienterna för trollspön som gör det möjligt för kroppen att producera hormoner, enzymer och andra ämnen som krävs för tillväxt och utveckling. Även om endast små mängder av de olika mikronutrienterna krävs, kan en brist på dessa leda till allvarliga konsekvenser. Till exempel utgör A-vitamin- och jodbrist ett stort hot mot människors hälsa världen över, i synnerhet mot barns och gravida kvinnors hälsa och utveckling i låginkomstländer.
Till exempel inkluderar de spårämnen i små mängder – generellt sett mindre än 100 milligram/dag – till skillnad från andra mineraler vilka kroppen behöver stora mängder av. Spårämnen inkluderar till exempel järn, kobolt, krom, koppar, jod, mangan, selen, zink och molybden. Mikronutrienter inkluderar även vitaminer, vilka är kolföreningar som en organism behöver i små mängder.